# Magnolia obovalifolia
Magnolia obovalifolia är en magnoliaväxtart som först beskrevs av Cheng Yih Wu och Yuh Wu Law, och fick sitt nu gällande namn av Venkatachalam Sampath Kumar. Magnolia obovalifolia ingår i släktet Magnolia och familjen magnoliaväxter. Inga underarter finns listade i Catalogue of Life.